# Workers Playtime
Workers Playtime è il terzo album in studio del cantante inglese Billy Bragg.

## Realizzazione
Registrato nell'autunno del 1987, presso il Pavilion Studios di Londra e pubblicato nel settembre del 1988 dalla Go! Discs il disco venne prodotto da Joe Boyd e Wiggy e raggiunse la posizione numero 18 nella Official Albums Chart.
A dispetto di una copertina che rimanda all'estetica socialista della Repubblica Popolare Cinese di Mao, in questo disco, il bilanciamento tra tematiche politiche e sentimentali dei dischi precedenti segnano un punto più a favore di queste ultime, rivelando il lato più intimista e meno impegnato del cantautore. A parte Rotting on Remand, dedicato al problema dei detenuti in attesa di giudizio, Waiting for the Great Leap Forward, sul ruolo dell'artista nella società attuale e Tender Comrade, il resto dell'album è lasciato infatti a canzoni sull'amore: She's Got a New Spell, The Price I Pay, Valentine's Day is Over o Must I Paint You a Picture che vede la partecipazione della giovane pianista Cara Tivey.
L'album venne poi ristampato su cd, nel settembre del 1996 dall'etichetta Cooking Vinyl, prima di essere rimasterizzato, ampliato e riedito ancora una volta nel 2006.

## Tracce
1. She's Got a New Spell – 3:26
2. Must I Paint You a Picture? – 5:32
3. Tender Comrade – 2:50
4. The Price I Pay – 3:34
5. Little Time Bomb – 2:17
6. Rotting on Remand – 3:37
7. Valentine's Day is Over – 4:53
8. Life With the Lions – 3:06
9. The Only One – 3:26
10. The Short Answer – 4:59
11. Waiting for the Great Leap Forwards – 4:35